# Kleszczewo Wielkopolskie
Kleszczewo Wielkopolskie – zlikwidowana wąskotorowa towarowa stacja kolejowa w Kleszczewie, w województwie wielkopolskim, w Polsce. Została zbudowana w 1903; w 1968 została zamknięta.